# Sindia
Sindia är en ort och kommun i provinsen Nuoro i regionen Sardinien i Italien. Kommunen hade 1 701 invånare (2017).